# Cyclisme aux Jeux mondiaux militaires d'été de 2019
Navigation
Édition précédente Édition suivante
Le cyclisme est l'une des disciplines sportives au programme des Jeux mondiaux militaires d'été de 2019, la septième édition des Jeux mondiaux militaires, qui se déroule du 19 au 21 octobre à Wuhan en Chine.

## Podiums
Six titres sont disputés à l'occasion de ces Jeux.

### Hommes
| Event                        | Or                                                                        | Argent                                                                              | Bronze                                                                         |
| ---------------------------- | ------------------------------------------------------------------------- | ----------------------------------------------------------------------------------- | ------------------------------------------------------------------------------ |
| Contre-la-montre individuel  | Anton Vorobyev (RUS)                                                      | Patrick Gamper (AUT)                                                                | Jérémy Cabot (FRA)                                                             |
| Course en ligne individuelle | Patrick Haller (GER)                                                      | Andris Vosekalns (LAT)                                                              | Alexis Bodiot (FRA)                                                            |
| Course en ligne par équipes  | Lettonie Andris Vosekalns Kristers Ansons Kristaps Pelcers Kaspars Sergis | Allemagne Patrick Haller Juri Hollmann Kevin Vogel Henning Bommel Alexander Mueller | France Alexis Bodiot Jérémy Cabot Simon Cavagna Yannis Yssaad Mickaël Guichard |

### Femmes
| Event                        | Or                                                 | Argent                                                                           | Bronze                                                |
| ---------------------------- | -------------------------------------------------- | -------------------------------------------------------------------------------- | ----------------------------------------------------- |
| Contre-la-montre individuel  | Séverine Eraud (FRA)                               | Juliette Labous (FRA)                                                            | Liang Hongyu (CHN)                                    |
| Course en ligne individuelle | Zhao Xisha (CHN)                                   | Katarzyna Pawłowska (POL)                                                        | Pascale Jeuland (FRA)                                 |
| Course en ligne par équipes  | Chine Zhao Xisha Pu Yixian Sun Jiajun Liang Hongyu | Pologne Katarzyna Pawłowska Agnieszka Skalniak Justyna Kaczkowska Edyta Jasińska | France Pascale Jeuland Séverine Eraud Juliette Labous |

## Tableau des médailles
| #     | Pays      | Or | Argent | Bronze | Total |
| ----- | --------- | -- | ------ | ------ | ----- |
| 1     | Chine     | 2  | 0      | 1      | 3     |
| 2     | France    | 1  | 1      | 5      | 7     |
| 3     | Allemagne | 1  | 1      | 0      | 2     |
| 3     | Lettonie  | 1  | 1      | 0      | 2     |
| 5     | Russie    | 1  | 0      | 0      | 1     |
| 6     | Pologne   | 0  | 2      | 0      | 2     |
| 7     | Autriche  | 0  | 1      | 0      | 1     |
| Total | Total     | 6  | 6      | 6      | 18    |